# Список Героев Советского Союза (Артемьев — Аянян)
В настоящем списке представлены в алфавитном порядке все Герои Советского Союза, чьи фамилии начинаются с буквы «А» (всего 592 человека, из них девять удостоены звания дважды). Список содержит даты Указов Президиума Верховного Совета СССР о присвоении звания, информацию о роде войск, должности и воинском звании Героев на дату представления к присвоению звания Героя Советского Союза, годах их жизни.
Ударения в фамилиях Героев приведены по книге «Герои Советского Союза: Краткий биографический словарь / Пред. ред. коллегии И. Н. Шкадов. — М.: Воениздат, 1987. — Т. 1 /Абаев — Любичев/. — 911 с. — 100 000 экз. — ISBN отс., Рег. № в РКП 87-95382.».
- Персиковым цветом  в таблице выделены Герои, удостоенные звания дважды и более раз.
- Серым цветом  в таблице выделены Герои, представленные к званию посмертно.

| Навигационная таблица | Навигационная таблица              |
| --------------------- | ---------------------------------- |
| «А»                   | Абаев Ахсарбек — Азалов Клычнияз   |
| «А»                   | Азаров Алексей — Алиев Шамсула     |
| «А»                   | Алимбетов Абылай — Анисичкин Фёдор |
| «А»                   | Анискин Александр — Артемьев Иван  |
| «А»                   | Артемьев Николай — Аянян Эдуард    |

| № п/п | Фамилия Имя Отчество                                                                                  | Дата Указа            | Род войск                           | Должность | Звание                     | Годы жизни              | БС ГС НЛ                        |
| ----- | --- | --------------------- | ----------------------------------- | --- | -------------------------- | ----------------------- | ------------------------------- |
| 472   | Арте́мьев Николай Михайлович                                                                           | 30.10.1943            | пехота                              | стрелок 479-го стрелкового полка 149-й стрелковой дивизии 65-й армии Центрального фронта | красноармеец               | 02.01.1921 — 28.08.1990 | [ БС 1 ] [ ГС 1 ] [ НЛ 1 ]      |
| 473   | Арте́мьев Тимофей Никифорович                                                                          | 23.10.1943            | пехота                              | командир 198-го гвардейского стрелкового полка 68-й гвардейской стрелковой дивизии 40-й армии Воронежского фронта | гвардии майор              | 16.07.1912 — 06.04.1945 | [ БС 1 ] [ ГС 2 ] [ НЛ 2 ]      |
| 474   | Арте́мьев Фёдор Андреевич                                                                              | 27.02.1945            | артиллерия                          | командир батареи 386-го гвардейского самоходно-артиллерийского полка 9-го гвардейского танкового корпуса 2-й гвардейской танковой армии 1-го Белорусского фронта                                                                                               | гвардии капитан            | 19.09.1914 — 10.03.1992 | [ БС 1 ] [ ГС 3 ] [ НЛ 3 ]      |
| 475   | Арте́мьев Фёдор Поликарпович                                                                           | 13.03.1944            | авиация                             | командир эскадрильи 24-го гвардейского авиационного полка 50-й авиационной дивизии 6-го авиационного корпуса Авиации дальнего действия | гвардии капитан            | 02.01.1914 — 12.02.1991 | [ БС 1 ] [ ГС 4 ] [ НЛ 4 ]      |
| 476   | Арти́щев Илья Соломонович                                                                              | 24.03.1945            | пехота                              | командир взвода 287-го стрелкового полка 51-й стрелковой дивизии 6-й гвардейской армии 1-го Прибалтийского фронта | лейтенант                  | 25.01.1923 — 14.09.1981 | [ БС 1 ] [ ГС 5 ] [ НЛ 5 ]      |
| 477   | Артозе́ев Георгий Сергеевич укр. Артозеев Георгій Сергійович                                           | 04.01.1944            | партизан                            | активный участник партизанской борьбы на Украине, командир партизанского отряда имени Чапаева | —                          | 17.10.1911 — 17.11.1999 | [ БС 2 ] [ ГС 6 ] [ НЛ 6 ]      |
| 478   | Артю́х Александр Андреевич                                                                             | 19.03.1944            | артиллерия                          | наводчик миномёта 78-го гвардейского стрелкового полка 25-й гвардейской стрелковой дивизии 6-й армии Юго-Западного фронта | гвардии младший сержант    | 1914 — 05.11.1943       | [ БС 3 ] [ ГС 7 ] [ НЛ 7 ]      |
| 479   | Артю́х Владимир Кузьмич                                                                                | 15.01.1940            | Авточасти и шофёры всех родов войск | шофёр 7-го отдельного понтонно-мостового батальона 7-й армии Северо-Западного фронта | красноармеец               | 07.09.1907 — 12.06.1984 | ——                              |
| 480   | Артю́хин Юрий Петрович                                                                                 | 20.07.1974            | космонавт                           | бортинженер космического корабля «Союз-14» и орбитальной станции «Салют-3» | подполковник               | 22.06.1930 — 04.08.1998 | ——                              |
| 481   | Аруста́мов Георгий Аркадьевич арм. Առուստամյան Գեորգի                                                  | 27.06.1945            | кавалерия                           | офицер разведки штаба 26-го гвардейского кавалерийского полка 7-й гвардейской кавалерийской дивизии 1-го гвардейского кавалерийского корпуса 21-й армии 1-го Украинского фронта                                                                                | гвардии старший лейтенант  | 16.08.1919 — 22.01.1945 | [ БС 3 ] [ ГС 10 ] [ НЛ 8 ]     |
| 482   | Арутю́нов Михаил Агателович (Арутюнов Михаил Мушек-Агатилович) арм. Հարությունովը Միխայիլ              | 22.07.1944            | пехота                              | автоматчик 201-го гвардейского стрелкового полка 67-й гвардейской стрелковой дивизии 6-й гвардейской армии 1-го Прибалтийского фронта | гвардии ефрейтор           | 15.06.1898 — 13.07.1944 | [ БС 3 ] [ ГС 11 ] [ НЛ 9 ]     |
| 483   | Арутюня́н Айдин Арутюнович (Арутюнян Айдин Гукасович) арм. Հարությունյան Այդին                         | 24.03.1945            | пехота                              | помощник командира взвода 526-го стрелкового полка 89-й стрелковой дивизии Приморской армии 4-го Украинского фронта | старший сержант            | 01.07.1918 — 23.11.1990 | [ БС 3 ] [ ГС 12 ] [ НЛ 10 ]    |
| 484   | Арха́нгельский Николай Васильевич                                                                      | 26.10.1944            | авиация                             | командир эскадрильи 57-го бомбардировочного авиационного полка 221-й бомбардировочной авиационной дивизии 16-й воздушной армии 1-го Белорусского фронта | лейтенант                  | 10.04.1921 — 14.01.1945 | [ БС 4 ] [ ГС 13 ] [ НЛ 11 ]    |
| 485   | Арха́ров Павел Михайлович                                                                              | 13.03.1944            | авиация                             | заместитель командира эскадрильи 890-го авиационного полка 45-й авиационной дивизии Авиации дальнего действия | майор                      | 29.06.1909 — 01.05.2003 | [ БС 5 ] [ ГС 14 ] [ НЛ 12 ]    |
| 486   | Архи́пенко Фёдор Фёдорович бел. Архіпенка Фёдар Фёдаравіч                                              | 27.06.1945            | авиация                             | помощник по воздушно-стрелковой службе командира 129-го гвардейского истребительного авиационного полка 22-й гвардейской истребительной авиационной дивизии 6-го гвардейского истребительного авиационного корпуса 2-й воздушной армии 1-го Украинского фронта | гвардии майор              | 30.10.1921 — 28.12.2012 | [ БС 5 ] [ ГС 15 ] [ НЛ 13 ]    |
| 487   | Архи́пов Василий Сергеевич                                                                             | 21.03.1940 23.09.1944 | танкист                             | командир танковой роты 112-го танкового батальона 35-й легкотанковой бригады 7-й армии Северо-Западного фронта командир 53-й гвардейской танковой бригады 6-го гвардейского танкового корпуса 3-й гвардейской танковой армии 1-го Украинского фронта           | капитан гвардии полковник  | 29.12.1906 — 13.06.1985 | [ БС 5 ] [ ГС 16 ] [ НЛ 14 ]    |
| 488   | Архи́пов Василий Степанович                                                                            | 12.04.1942            | кавалерия                           | командир пулемётного расчёта кавалерийского эскадрона 160-го гвардейского кавалерийского полка 1-й гвардейской кавалерийской дивизии 1-го гвардейского кавалерийского корпуса Западного фронта                                                                 | гвардии младший сержант    | 26.03.1920 — 30.12.1941 | [ БС 5 ] [ ГС 17 ] [ НЛ 15 ]    |
| 489   | Архи́пов Николай Арсентьевич                                                                           | 28.09.1943            | авиация                             | командир эскадрильи 32-го истребительного авиационного полка 256-й авиационной дивизии 2-й воздушной армии Воронежского фронта | капитан                    | 23.10.1918 — 31.07.2003 | [ БС 5 ] [ ГС 18 ] [ НЛ 16 ]    |
| 490   | Архи́пов Юрий Михайлович                                                                               | 24.03.1945            | пехота                              | командир отделения 1216-го стрелкового полка 364-й стрелковой дивизии 54-й армии Ленинградского фронта | старший сержант            | 10.08.1923 — 24.05.2002 | [ БС 5 ] [ ГС 19 ] [ НЛ 17 ]    |
| 491   | Арцеба́рский Анатолий Павлович укр. Арцебарський Анатолій Павлович                                     | 10.10.1991            | космонавт                           | командир экипажа космического корабля «Союз ТМ-12» и орбитального научно-исследовательского комплекса «Мир» | подполковник               | род. 09.09.1956         | ——                              |
| 492   | Арчако́в Николай Иванович                                                                              | 29.06.1945            | авиация                             | командир эскадрильи 999-го штурмового авиационного полка 277-й штурмовой авиационной дивизии 1-й воздушной армии 3-го Белорусского фронта | капитан                    | 27.08.1913 — 07.11.1961 | [ БС 7 ] [ ГС 21 ] [ НЛ 18 ]    |
| 493   | Арши́нцев Борис Никитович                                                                              | 16.05.1944            | генерал                             | командир 55-й гвардейской стрелковой дивизии 56-й армии Северо-Кавказского фронта | гвардии генерал-майор      | 10.08.1903 — 15.01.1944 | [ БС 8 ] [ ГС 22 ] [ НЛ 19 ]    |
| 494   | Аря́ев Василий Иванович                                                                                | 31.05.1945            | артиллерия                          | командир батареи 753-го пушечного артиллерийского полка 24-й пушечной артиллерийской бригады 5-й артиллерийской дивизии 4-го артиллерийского корпуса прорыва РГК в составе 3-й ударной армии 1-го Белорусского фронта                                          | старший лейтенант          | 23.02.1922 — 12.11.1983 | [ БС 8 ] [ ГС 23 ] [ НЛ 20 ]    |
| 495   | Аса́дов Герай Лятиф оглы азерб. Əsədov Gəray Lətif oğlu                                                | 24.03.1945            | пехота                              | стрелок 281-го гвардейского стрелкового полка 93-й гвардейской стрелковой дивизии 27-й армии 2-го Украинского фронта | гвардии сержант            | 1923 — 12.10.1944       | [ БС 8 ] [ ГС 24 ] [ НЛ 21 ]    |
| 496   | Аса́дчих Борис Емельянович                                                                             | 29.06.1945            | авиация                             | командир эскадрильи 136-го гвардейского штурмового авиационного полка 1-й гвардейской штурмовой авиационной дивизии 1-й воздушной армии 3-го Белорусского фронта                                                                                               | гвардии капитан            | 10.03.1923 — 21.04.1992 | [ БС 8 ] [ ГС 25 ] [ НЛ 22 ]    |
| 497   | Асанали́ев Джумаш кирг. Асаналиев Жумаш                                                                | 22.07.1944            | пехота                              | пулемётчик 199-го гвардейского стрелкового полка 67-й гвардейской стрелковой дивизии 6-й гвардейской армии 1-го Прибалтийского фронта | гвардии ефрейтор           | 10.05.1923 — 25.06.1944 | [ БС 8 ] [ ГС 26 ] [ НЛ 23 ]    |
| 498   | Аса́нов Даир Асанович кирг. Асанов, Дайыр                                                              | 26.10.1943            | артиллерия                          | наводчик орудия 1208-го легкого артиллерийского полка 31-й лёгкой артиллерийской бригады 11-й артиллерийской дивизии прорыва РГК в составе 6-й армии Юго-Западного фронта                                                                                      | сержант                    | 30.05.1922 — 18.09.2009 | [ БС 8 ] [ ГС 27 ] [ НЛ 24 ]    |
| 499   | Асе́ев Алексей Александрович                                                                           | 21.07.1944            | пехота                              | стрелок 1063-го стрелкового полка 272-й стрелковой дивизии 7-й армии Карельского фронта | красноармеец               | 14.03.1922 — 10.05.1980 | [ БС 9 ] [ ГС 28 ] [ НЛ 25 ]    |
| 500   | Асе́ев Григорий Сафронович укр. Асєєв Григорій Сафронович                                              | 05.11.1944            | авиация                             | воздушный стрелок-радист 9-го гвардейского минно-торпедного авиационного полка 5-й минно-торпедной авиационной дивизии ВВС Северного флота | гвардии старший сержант    | 05.05.1920 — 16.10.1944 | [ БС 10 ] [ ГС 29 ] [ НЛ 26 ]   |
| 501   | Асе́ев Игорь Петрович                                                                                  | 24.03.1945            | артиллерия                          | командир дивизиона 781-го артиллерийского полка 215-й стрелковой дивизии 5-й армии 3-го Белорусского фронта | капитан                    | 1923 — 26.10.1944       | [ БС 10 ] [ ГС 30 ] [ НЛ 27 ]   |
| 502   | Асе́ев Фёдор Константинович                                                                            | 10.01.1944            | артиллерия                          | командир орудия 911-го артиллерийского полка 340-й стрелковой дивизии 38-й армии Воронежского фронта | старший сержант            | 1899 — 18.02.1960       | [ БС 10 ] [ ГС 31 ] [ НЛ 28 ]   |
| 503   | Асе́ссоров Иван Фёдорович                                                                              | 17.10.1943            | пехота                              | заместитель командира мотострелкового батальона 150-й танковой бригады 60-й армии Центрального фронта | капитан                    | 01.01.1921 — 25.05.1962 | [ БС 10 ] [ ГС 32 ] [ НЛ 29 ]   |
| 504   | Аскале́пов Василий Семёнович                                                                           | 15.01.1944            | генерал                             | командир 77-й гвардейской стрелковой дивизии 61-й армии Центрального фронта | гвардии генерал-майор      | 01.01.1900 — 24.04.1948 | [ БС 10 ] [ ГС 33 ] [ НЛ 30 ]   |
| 505   | Аска́ров Алексей Алексеевич                                                                            | 17.10.1943            | инженер                             | сапёр 1031-го стрелкового полка 280-й стрелковой дивизии 60-й армии Центрального фронта | красноармеец               | 02.06.1901 — 12.10.1971 | [ БС 10 ] [ ГС 34 ] [ НЛ 31 ]   |
| 506   | Аски́н Гайфутдин Гафиятович баш. Аскин Ғәйфетдин Ғәфиәт улы                                            | 27.06.1945            | артиллерия                          | командир орудия 43-го гвардейского артиллерийского полка 15-й гвардейской стрелковой дивизии 5-й гвардейской армии 1-го Украинского фронта | гвардии сержант            | 10.10.1924 — 01.10.2007 | [ БС 11 ] [ ГС 35 ] [ НЛ 32 ]   |
| 507   | Асламазашви́ли Сурен Артёмович груз. ასლამაზაშვილი სურენ арм. Ասլամազյան (Ասլամազաշվիլի) Սուրեն        | 22.02.1944            | артиллерия                          | командир отделения противотанковых ружей 109-го гвардейского отдельного истребительно-противотанкового дивизиона 110-й гвардейской стрелковой дивизии 37-й армии Степного фронта                                                                               | гвардии сержант            | 01.03.1914 — 22.11.1970 | [ БС 12 ] [ ГС 36 ] [ НЛ 33 ]   |
| 508   | Асла́нов Ази Агадович (Асланов Ази Ахадович, Асланов Ази Ахад оглы) азерб. Aslanov Həzi Əhəd oğlu      | 22.12.1942 21.06.1991 | танкист генерал                     | командир 55-го отдельного танкового полка 2-й гвардейской армии Сталинградского фронта командир 35-й гвардейской танковой бригады 3-го гвардейского механизированного корпуса 1-го Прибалтийского фронта                                                       | подполковник генерал-майор | 04.02.1910 — 25.01.1945 | [ БС 12 ] [ ГС 37 ] [ НЛ 34 ]   |
| 509   | Асма́нов Александр Владимирович                                                                        | 24.12.1943            | артиллерия                          | командир орудия 981-го зенитно-артиллерийского полка 9-й зенитно-артиллерийской дивизии РГК в составе 40-й армии 1-го Украинского фронта | младший сержант            | 07.01.1924 — 22.10.1943 | [ БС 12 ] [ ГС 38 ] [ НЛ 35 ]   |
| 510   | Асмо́лов Иван Никифорович                                                                              | 10.01.1944            | комиссар                            | парторг батальона 465-го стрелкового полка 167-й стрелковой дивизии 38-й армии 1-го Украинского фронта | старший лейтенант          | 03.04.1905 — 20.11.1943 | [ БС 12 ] [ ГС 39 ] [ НЛ 36 ]   |
| 511   | Асрия́н Ашот Минасович (Асриян Ашот Минаевич) арм. Ասրյան Աշոտ Մինասի                                  | 02.11.1944            | танкист                             | командир танка 7-й гвардейской отдельной танковой бригады 14-й армии Карельского фронта | гвардии младший лейтенант  | 03.03.1920 — 07.10.1992 | [ БС 12 ] [ ГС 40 ] [ НЛ 37 ]   |
| 512   | Аста́фьев Василий Михайлович                                                                           | 20.12.1943            | инженер                             | заместитель командира 104-го гвардейского отдельного сапёрного батальона 89-й гвардейской стрелковой дивизии 37-й армии Степного фронта | гвардии капитан            | 26.10.1919 — 07.03.2022 | [ БС 12 ] [ ГС 41 ] [ НЛ 38 ]   |
| 513   | Аста́фьев Иван Михеевич                                                                                | 27.02.1945            | артиллерия                          | механик-водитель самоходной артиллерийской установки СУ-85 369-го гвардейского самоходного артиллерийского полка 9-го гвардейского танкового корпуса 2-й гвардейской танковой армии 1-го Белорусского фронта                                                   | гвардии старший сержант    | 25.12.1922 — 05.03.1945 | [ БС 13 ] [ ГС 42 ] [ НЛ 39 ]   |
| 514   | Аста́хов Иван Иванович                                                                                 | 22.02.1944            | артиллерия                          | командир миномётной роты 266-го стрелкового полка 93-й стрелковой дивизии 52-й армии Степного фронта | старший лейтенант          | 25.03.1915 — 11.05.1984 | [ БС 14 ] [ ГС 43 ] [ НЛ 40 ]   |
| 515   | Аста́хов Иван Михайлович                                                                               | 01.07.1944            | авиация                             | командир эскадрильи 49-го истребительного авиационного полка 309-й истребительной авиационной дивизии 1-й воздушной армии Западного фронта | капитан                    | 15.05.1921 — 07.02.1944 | [ БС 14 ] [ ГС 44 ] [ НЛ 41 ]   |
| 516   | Аста́шин Егор Фролович                                                                                 | 20.12.1943            | пехота                              | командир батальона 184-го гвардейского стрелкового полка 62-й гвардейской стрелковой дивизии 37-й армии Степного фронта | гвардии капитан            | 31.08.1918 — 11.11.1987 | [ БС 14 ] [ ГС 45 ] [ НЛ 42 ]   |
| 517   | Аста́шкин Михаил Егорович                                                                              | 10.02.1942            | авиация                             | командир эскадрильи 69-го истребительного авиационного полка Отдельной Приморской армии | капитан                    | 30.12.1908 — 14.09.1941 | [ БС 14 ] [ ГС 46 ] [ НЛ 43 ]   |
| 518   | Астраха́нцев Сергей Васильевич                                                                         | 25.08.1944            | пехота                              | командир роты 367-го стрелкового полка 71-й стрелковой дивизии 27-й армии Воронежского фронта | старший лейтенант          | 23.09.1914 — 08.08.1943 | [ БС 14 ] [ ГС 47 ] [ НЛ 44 ]   |
| 519   | Асфандия́ров Закир Лутфурахманович тат. Әсфәндияров Закир Лотфыйрахмән улы                             | 01.07.1944            | артиллерия                          | командир орудия 322-го гвардейского истребительно-противотанкового артиллерийского полка 8-й гвардейской отдельной истребительно-противотанковой артиллерийской бригады РГК в составе войск 1-го Украинского фронта                                            | гвардии старший сержант    | 20.12.1918 — 04.01.1977 | [ БС 14 ] [ ГС 48 ] [ НЛ 45 ]   |
| 520   | Ася́мов Сергей Александрович                                                                           | 20.06.1942            | авиация                             | командир воздушного корабля 746-го авиационного полка 3-й авиационной дивизии дальнего действия | майор                      | 01.11.1907 — 30.04.1942 | [ БС 15 ] [ ГС 49 ] [ НЛ 46 ]   |
| 521   | Ата́ев Аннаклыч туркм. Ataýew Annagylyç                                                                | 31.03.1943            | кавалерия                           | командир эскадрона 294-го кавалерийского полка 112-й кавалерийской дивизии 8-го кавалерийского корпуса 5-й танковой армии Юго-Западного фронта | лейтенант                  | 1912 — 22.01.1943       | [ БС 16 ] [ ГС 50 ] [ НЛ 47 ]   |
| 522   | Ата́ев Мухаммед туркм. Ataýev Muhammet                                                                 | 27.06.1945            | танкист                             | командир танка ИС-122 87-го отдельного гвардейского тяжёлого танкового полка 3-й гвардейской армии 1-го Украинского фронта | гвардии лейтенант          | 1914 — 27.04.1945       | [ БС 16 ] [ ГС 51 ] [ НЛ 48 ]   |
| 523   | Атама́н Адам Иванович укр. Атаман Адам Іванович                                                        | 24.03.1945            | пехота                              | командир взвода 795-го стрелкового полка 228-й стрелковой дивизии 53-й армии 2-го Украинского фронта | лейтенант                  | 04.10.1920 — 09.10.1991 | [ БС 16 ] [ ГС 52 ] [ НЛ 49 ]   |
| 524   | Атама́новский Пётр Ефимович укр. Атамановський Петро Юхимович                                          | 24.03.1945            | пехота                              | командир пулемётного расчёта 276-го стрелкового полка 77-й стрелковой дивизии 51-й армии 1-го Прибалтийского фронта | старший сержант            | 1899 — 30.01.1945       | [ БС 16 ] [ ГС 53 ] [ НЛ 50 ]   |
| 525   | Атаманчу́к Григорий Климентьевич укр. Атаманчук Григорій Климентійович                                 | 17.10.1943            | артиллерия                          | командир взвода миномётной роты 231-го гвардейского стрелкового полка 75-й гвардейской стрелковой дивизии 60-й армии Центрального фронта | гвардии старший лейтенант  | 22.08.1922 — 27.11.1994 | [ БС 16 ] [ ГС 54 ] [ НЛ 51 ]   |
| 526   | Атро́хов Семён Тихонович                                                                               | 24.03.1945            | пехота                              | командир взвода 885-го стрелкового полка 290-й стрелковой дивизии 49-й армии 2-го Белорусского фронта | младший лейтенант          | 21.10.1917 — 04.09.1995 | [ БС 17 ] [ ГС 55 ] [ НЛ 52 ]   |
| 527   | Атько́в Олег Юрьевич                                                                                   | 02.10.1984            | космонавт                           | космонавт-исследователь космического корабля «Союз Т-10» и орбитального научно-исследовательского комплекса «Салют-7» — «Союз Т» | —                          | род. 09.05.1949         | ——                              |
| 528   | Аубаки́ров Токтар Онгарбаевич каз. Әубәкіров Тоқтар Оңғарбайұлы                                        | 31.10.1988            | авиация                             | лётчик-испытатель ОКБ имени А. И. Микояна | —                          | род. 27.07.1946         | ——                              |
| 529   | Ау́лов Василий Иванович                                                                                | 13.09.1944            | пехота                              | командир батальона 936-го стрелкового полка 254-й стрелковой дивизии 52-й армии 2-го Украинского фронта | капитан                    | 11.07.1911 — 30.01.1967 | [ БС 18 ] [ ГС 58 ] [ НЛ 53 ]   |
| 530   | Аухади́ев Койгельды каз. Аухадиев Қойгелді                                                             | 16.10.1943            | артиллерия                          | командир расчёта противотанкового ружья 10-го гвардейского стрелкового полка 6-й гвардейской стрелковой дивизии 60-й армии Центрального фронта | гвардии младший сержант    | 1907 — 29.09.1943       | [ БС 18 ] [ ГС 59 ] [ НЛ 54 ]   |
| 531   | Ау́шев Руслан Султанович ингуш. Оувш-наькъан Султана Руслан                                            | 07.05.1982            | пехота                              | командир мотострелкового батальона 180-го мотострелкового полка 108-й мотострелковой дивизии 40-й армии ограниченного контингента советских войск в Афганистане                                                                                                | капитан                    | род. 29.10.1954         | ——                              |
| 532   | Афана́сенко Иван Прокофьевич                                                                           | 24.03.1945            | инженер                             | сапёр 66-го гвардейского отдельного сапёрного батальона 59-й гвардейской стрелковой дивизии 46-й армии 2-го Украинского фронта | гвардии ефрейтор           | 16.01.1923 — 11.09.1975 | [ БС 18 ] [ ГС 61 ] [ НЛ 55 ]   |
| 533   | Афана́сьев Александр Никифорович                                                                       | 13.11.1943            | пехота                              | командир пулемётного взвода 202-го гвардейского стрелкового полка 68-й гвардейской стрелковой дивизии 40-й армии Воронежского фронта | гвардии сержант            | 06.08.1914 — 11.10.1943 | [ БС 18 ] [ ГС 62 ] [ НЛ 56 ]   |
| 534   | Афана́сьев Александр Петрович                                                                          | 24.03.1945            | танкист                             | командир танковой роты 51-й танковой бригады 3-го танкового корпуса 2-й танковой армии 1-го Белорусского фронта | старший лейтенант          | 25.07.1920 — 25.07.1944 | [ БС 18 ] [ ГС 63 ] [ НЛ 57 ]   |
| 535   | Афана́сьев Александр Фадеевич                                                                          | 17.10.1943            | пехота                              | командир отделения автоматчиков 985-го стрелкового полка 226-й стрелковой дивизии 60-й армии Центрального фронта | сержант                    | 22.03.1909 — 03.02.1984 | [ БС 18 ] [ ГС 64 ] [ НЛ 58 ]   |
| 536   | Афана́сьев Алексей Афанасьевич                                                                         | 16.05.1944            | комиссар                            | заместитель командира по политической части 133-го горнострелкового полка 318-й горнострелковой дивизии Отдельной Приморской армии | майор                      | 06.01.1899 — 09.12.1943 | [ БС 19 ] [ ГС 65 ] [ НЛ 59 ]   |
| 537   | Афана́сьев Алексей Иванович                                                                            | 03.04.1942            | морской флот                        | командир торпедного катера 2-го дивизиона катеров Либавской военно-морской базы Балтийского флота | лейтенант                  | 10.05.1910 — 06.01.1978 | [ БС 20 ] [ ГС 66 ] [ НЛ 60 ]   |
| 538   | Афана́сьев Алексей Николаевич                                                                          | 22.08.1944            | танкист                             | командир танка М4А2 58-й гвардейской танковой бригады 8-го гвардейского танкового корпуса 2-й танковой армии 1-го Белорусского фронта | гвардии младший лейтенант  | 15.09.1916 — 05.08.1968 | [ БС 20 ] [ ГС 67 ] [ НЛ 61 ]   |
| 539   | Афана́сьев Анатолий Георгиевич                                                                         | 21.06.1944            | пехота                              | командир 190-го гвардейского стрелкового полка 63-й гвардейской стрелковой дивизии 30-го гвардейского стрелкового корпуса 2-й ударной армии Ленинградского фронта                                                                                              | гвардии полковник          | 07.07.1912 — 29.10.2003 | ——                              |
| 540   | Афана́сьев Борис Михайлович                                                                            | 29.06.1945            | авиация                             | заместитель командира эскадрильи 21-го истребительного авиационного полка 259-й истребительной авиационной дивизии 3-й воздушной армии 3-го Белорусского фронта                                                                                                | капитан                    | 05.06.1920 — 14.09.1976 | [ БС 20 ] [ ГС 69 ] [ НЛ 62 ]   |
| 541   | Афана́сьев Василий Николаевич                                                                          | 27.06.1945            | авиация                             | помощник командира 94-го гвардейского штурмового авиационного полка 5-й гвардейской штурмовой авиационной дивизии 2-го гвардейского штурмового авиационного корпуса 2-й воздушной армии 1-го Украинского фронта                                                | гвардии капитан            | 13.06.1923 — 22.11.1983 | [ БС 20 ] [ ГС 70 ] [ НЛ 63 ]   |
| 542   | Афана́сьев Василий Сафронович                                                                          | 10.04.1945            | артиллерия                          | командир орудия 235-го гвардейского истребительно-противотанкового артиллерийского полка 10-й отдельной гвардейской истребительно-противотанковой артиллерийской бригады РГК в составе войск 1-го Украинского фронта                                           | гвардии старший сержант    | 19.06.1923 — 01.05.1988 | [ БС 20 ] [ ГС 71 ] [ НЛ 64 ]   |
| 543   | Афана́сьев Виктор Михайлович                                                                           | 24.03.1945            | пехота                              | командир отделения взвода пешей разведки 609-го стрелкового полка 139-й стрелковой дивизии 50-й армии 2-го Белорусского фронта | сержант                    | 02.02.1925 — 31.03.1982 | [ БС 21 ] [ ГС 72 ] [ НЛ 65 ]   |
| 544   | Афана́сьев Виктор Михайлович                                                                           | 26.05.1991            | космонавт                           | командир космического корабля «Союз ТМ-11» и орбитального научно-исследовательского комплекса «Мир» | полковник                  | род. 31.12.1948         | ——                              |
| 545   | Афана́сьев Владимир Ильич                                                                              | 29.03.1944            | авиация                             | заместитель командира эскадрильи 145-го гвардейского истребительного авиационного полка 106-й истребительной авиационной дивизии Западного фронта ПВО | гвардии старший лейтенант  | 24.04.1921 — 20.05.1979 | [ БС 23 ] [ ГС 74 ] [ НЛ 66 ]   |
| 546   | Афана́сьев Иван Иванович                                                                               | 28.06.1942            | —                                   | капитан лесовоза «Старый большевик» Мурманского морского пароходства | —                          | 20.01.1901 — 08.10.1952 | ——                              |
| 547   | Афана́сьев Кузьма Кириллович                                                                           | 24.03.1945            | пехота                              | командир пулемётного отделения 795-го стрелкового полка 228-й стрелковой дивизии 53-й армии 2-го Украинского фронта | сержант                    | 15.09.1917 — 20.12.1966 | [ БС 23 ] [ ГС 76 ] [ НЛ 67 ]   |
| 548   | Афана́сьев Михаил Андреевич                                                                            | 27.06.1945            | авиация                             | штурман 143-го гвардейского штурмового авиационного полка 8-й гвардейской штурмовой авиационной дивизии 2-й воздушной армии 1-го Украинского фронта | гвардии майор              | 06.02.1914 — 27.05.1960 | [ БС 23 ] [ ГС 77 ] [ НЛ 68 ]   |
| 549   | Афана́сьев Михаил Денисович                                                                            | 18.08.1945            | авиация                             | командир звена 807-го штурмового авиационного полка 206-й штурмовой авиационной дивизии 3-й воздушной армии 1-го Прибалтийского фронта | старший лейтенант          | 07.01.1923 — 12.10.1986 | [ БС 23 ] [ ГС 78 ] [ НЛ 69 ]   |
| 550   | Афана́сьев Никифор Самсонович                                                                          | 03.06.1944            | пехота                              | снайпер 250-го гвардейского стрелкового полка 83-й гвардейской стрелковой дивизии 11-й гвардейской армии 1-го Прибалтийского фронта | старший сержант            | 28.06.1910 — 06.12.1980 | [ БС 23 ] [ ГС 79 ] [ НЛ 70 ]   |
| 551   | Афана́сьев Николай Иванович                                                                            | 10.01.1944            | артиллерия                          | командир орудия артиллерийского дивизиона 69-й механизированной бригады 9-го механизированного корпуса 3-й гвардейской танковой армии Воронежского фронта | гвардии старший сержант    | 25.08.1914 — 21.09.1992 | [ БС 23 ] [ ГС 80 ] [ НЛ 71 ]   |
| 552   | Афана́сьев Николай Фёдорович                                                                           | 31.05.1944            | авиация                             | штурман звена 1-го гвардейского минно-торпедного авиационного полка 8-й минно-торпедной авиационной дивизии ВВС Балтийского флота | гвардии капитан            | 05.12.1918 — 27.08.1944 | [ БС 24 ] [ ГС 81 ] [ НЛ 72 ]   |
| 553   | Афана́сьев Павел Александрович                                                                         | 15.01.1944            | пехота                              | командир роты 37-го гвардейского стрелкового полка 12-й гвардейской стрелковой дивизии 61-й армии Центрального фронта | гвардии старший лейтенант  | 16.12.1922 — 26.11.1990 | [ БС 25 ] [ ГС 82 ] [ НЛ 73 ]   |
| 554   | Афана́сьев Семён Ефимович                                                                              | 15.01.1944            | пехота                              | стрелок 237-го гвардейского стрелкового полка 76-й гвардейской стрелковой дивизии 61-й армии Центрального фронта | гвардии красноармеец       | 17.05.1906 — 25.07.1973 | [ БС 25 ] [ ГС 83 ] [ НЛ 74 ]   |
| 555   | Афана́сьев Сергей Владимирович                                                                         | 24.03.1945            | пехота                              | пулемётчик 44-й мотострелковой бригады 1-го танкового корпуса 1-го Прибалтийского фронта | красноармеец               | 25.10.1925 — 21.02.1963 | [ БС 25 ] [ ГС 84 ] [ НЛ 75 ]   |
| 556   | Афана́сьев Фёдор Трофимович чув. Афанасьев Фёдор Трофимович                                            | 22.07.1944            | пехота                              | командир роты 201-го гвардейского стрелкового полка 67-й гвардейской стрелковой дивизии 6-й гвардейской армии 1-го Прибалтийского фронта | гвардии лейтенант          | 1923 — 24.06.1944       | [ БС 25 ] [ ГС 85 ] [ НЛ 76 ]   |
| 557   | Афана́сьев Яков Иванович                                                                               | 23.09.1944            | танкист                             | командир танковой роты 51-й гвардейской танковой бригады 6-го гвардейского танкового корпуса 3-й гвардейской танковой армии 1-го Украинского фронта | гвардии старший лейтенант  | 24.07.1919 — 16.01.1945 | [ БС 25 ] [ ГС 86 ] [ НЛ 77 ]   |
| 558   | Афо́нин Иван Михайлович                                                                                | 28.04.1945            | генерал                             | командир 18-го гвардейского стрелкового корпуса 7-й гвардейской армии 2-го Украинского фронта | гвардии генерал-майор      | 20.04.1904 — 16.01.1979 | [ БС 25 ] [ ГС 87 ] [ НЛ 78 ]   |
| 559   | Африка́нов Алексей Федотович                                                                           | 18.09.1943            | морской флот                        | командир 2-го дивизиона 2-й бригады торпедных катеров Черноморского флота | капитан-лейтенант          | 10.03.1907 — 27.06.1973 | [ БС 26 ] [ ГС 88 ] [ НЛ 79 ]   |
| 560   | Аха́ев Филипп Петрович                                                                                 | 17.10.1943            | артиллерия                          | командир орудия 200-го гвардейского лёгкого артиллерийского полка 3-й гвардейской лёгкой артиллерийской бригады 1-й гвардейской артиллерийской дивизии прорыва РГК в составе 60-й армии Центрального фронта                                                    | гвардии старший сержант    | 24.11.1918 — 04.03.1979 | [ БС 27 ] [ ГС 89 ] [ НЛ 80 ]   |
| 561   | Ахмаду́ллин Мутык Ахмедзянович тат. Әхмәдуллин Мотыйк Әхмәтҗан улы                                     | 24.03.1945            | инженер                             | командир сапёрного отделения 3-го инженерно-сапёрного батальона 51-й инженерно-сапёрной бригады 46-й армии 2-го Украинского фронта | сержант                    | 12.10.1910 — 18.12.1974 | [ БС 27 ] [ ГС 90 ] [ НЛ 81 ]   |
| 562   | Ахмалетди́нов Фазульян Фазлыевич (Ахмалди́нов Фазульян Фазлыевич) тат. Әхмәлетдинов Фазылҗан Фазлый улы | 24.03.1945            | пехота                              | командир отделения разведки 9-й отдельной разведывательной роты 11-я гвардейской стрелковой дивизии 11-й гвардейской армии 3-го Белорусского фронта | гвардии старший сержант    | 15.04.1918 — 29.04.1979 | [ БС 27 ] [ ГС 91 ] [ НЛ 82 ]   |
| 563   | Ахмаме́тьев Андрей Алексеевич                                                                          | 23.02.1945            | авиация                             | заместитель командира эскадрильи 10-го отдельного разведывательного авиационного полка 1-й воздушной армии 3-го Белорусского фронта | капитан                    | 29.03.1917 — 09.10.1968 | [ БС 27 ] [ ГС 92 ] [ НЛ 83 ]   |
| 564   | Ахма́нов Алексей Осипович                                                                              | 28.04.1945            | генерал                             | командир 23-го танкового корпуса 4-й гвардейской танковой армии 3-го Украинского фронта | генерал-лейтенант          | 09.03.1897 — 17.11.1949 | [ БС 27 ] [ ГС 93 ] [ НЛ 84 ]   |
| 565   | Ахме́дов Джамиль Мамед оглы (Ахмедов Джамил Мамед оглы) азерб. Əhmədov Cəmil Məhəmməd oğlu             | 24.03.1945            | пехота                              | командир взвода 168-го гвардейского стрелкового полка 55-й гвардейской стрелковой дивизии 28-й армии 1-го Белорусского фронта | гвардии лейтенант          | 1924 — 02.09.1944       | [ БС 28 ] [ ГС 94 ] [ НЛ 85 ]   |
| 566   | Ахме́дов Михаил Владимирович баш. Әхмәтов Михаил Владимирович                                          | 17.10.1943            | пехота                              | стрелок 241-го гвардейского стрелкового полка 75-й гвардейской стрелковой дивизии 60-й армии Центрального фронта | гвардии красноармеец       | 24.04.1925 — 27.08.1989 | [ БС 29 ] [ ГС 95 ] [ НЛ 86 ]   |
| 567   | Ахме́дов Тургун узб. Ahmedov Turgʻun                                                                   | 24.03.1945            | пехота                              | наводчик станкового пулемёта 169-го гвардейского стрелкового полка 1-й гвардейской стрелковой дивизии 11-й гвардейской армии 3-го Белорусского фронта | гвардии младший сержант    | 1925 — 30.07.1944       | [ БС 29 ] [ ГС 96 ] [ НЛ 87 ]   |
| 568   | Ахме́дов Тухтасин узб. Axmedov Toʻxtasin                                                               | 10.04.1945            | инженер                             | командир отделения 88-го отдельного моторизованного инженерного батальона 20-й моторизованной инженерной бригады 4-й танковой армии 1-го Украинского фронта | ефрейтор                   | 15.06.1915 — 30.05.2000 | [ БС 29 ] [ ГС 97 ] [ НЛ 88 ]   |
| 569   | Ахме́дов Фатулла тадж. Аҳмадов Фатҳулло                                                                | 24.03.1945            | артиллерия                          | командир расчёта противотанкового ружья 61-го гвардейского кавалерийского полка 17-й гвардейской кавалерийской дивизии 2-го гвардейского кавалерийского корпуса 1-го Белорусского фронта                                                                       | гвардии сержант            | 14.04.1918 — 30.07.1944 | [ БС 29 ] [ ГС 98 ] [ НЛ 89 ]   |
| 570   | Ахме́ров Габит Абдуллович баш. Әхмәров Ғәбит Абдулла улы                                               | 09.02.1944            | артиллерия                          | помощник командира огневого взвода батареи 45-миллиметровых орудий 62-го гвардейского кавалерийского полка 16-й гвардейской кавалерийской дивизии 7-го гвардейского кавалерийского корпуса Центрального фронта                                                 | гвардии старший сержант    | 24.02.1921 — 11.04.1996 | [ БС 29 ] [ ГС 99 ] [ НЛ 90 ]   |
| 571   | Ахметга́лин Хакимьян Рахимович баш. Әхмәтғәлин Хәкимйән Рәхимйән улы                                   | 24.03.1945            | пехота                              | помощник командира взвода 375-го стрелкового полка 219-й стрелковой дивизии 3-й ударной армии 2-го Прибалтийского фронта | старший сержант            | 15.06.1923 — 19.07.1944 | [ БС 29 ] [ ГС 100 ] [ НЛ 91 ]  |
| 572   | Ахметзя́нов Зайнетдин Низамутдинович тат. Әхмәтҗанов Зәйнитдин Низамутдин улы                          | 23.09.1944            | инженер                             | сапёр 134-го отдельного гвардейского сапёрного батальона 11-го гвардейского танкового корпуса 1-й гвардейской танковой армии 1-го Украинского фронта | гвардии ефрейтор           | 21.09.1897 — 30.01.1990 | [ БС 30 ] [ ГС 101 ] [ НЛ 92 ]  |
| 573   | Ахме́тов Абдулла Шангареевич (Ахметов Абдулла Шангераевич) баш. Әхмәтов Абдулла Шәңгәрәй улы           | 22.02.1944            | связисты                            | командир телефонного отделения 1449-й отдельной роты связи 31-й стрелковой дивизии 46-й армии 3-го Украинского фронта | старший сержант            | 02.05.1918 — 25.11.1995 | [ БС 31 ] [ ГС 102 ] [ НЛ 93 ]  |
| 574   | Ахметши́н Каюм Хабибрахманович баш. Әхмәтшин Ҡәйүм Хәбибрахман улы                                     | 15.01.1944            | кавалерия                           | помощник командира сабельного взвода 58-го гвардейского кавалерийского полка 16-й гвардейской кавалерийской дивизии 7-го кавалерийского корпуса 61-й армии Центрального фронта                                                                                 | гвардии старшина           | 07.07.1909 — 10.11.1943 | [ БС 31 ] [ ГС 103 ] [ НЛ 94 ]  |
| 575   | Ахметши́н Ягафар Ахметович тат. Әхмәтшин Ягъфәр Әхмәт улы                                              | 24.03.1945            | пехота                              | командир взвода 1348-го стрелкового полка 399-й стрелковой дивизии 48-й армии 1-го Белорусского фронта | лейтенант                  | 04.11.1924 — 17.01.1945 | [ БС 31 ] [ ГС 104 ] [ НЛ 95 ]  |
| 576   | Ахми́ров Касим Шабанович тат. Әхмәров Касыйм Шабан улы                                                 | 17.10.1943            | пехота                              | командир стрелкового взвода 383-го стрелкового полка 121-й стрелковой дивизии 60-й армии Центрального фронта | младший лейтенант          | 24.01.1923 — 06.06.1951 | [ БС 31 ] [ ГС 105 ] [ НЛ 96 ]  |
| 577   | Ахреме́нко Никифор Акимович укр. Ахременко Никифор Якимович                                            | 17.05.1944            | пехота                              | командир отделения 441-го стрелкового полка 116-й стрелковой дивизии 53-й армии 2-го Украинского фронта | младший сержант            | 1914 — 12.01.1944       | [ БС 31 ] [ ГС 106 ] [ НЛ 97 ]  |
| 578   | Ахроме́ев Сергей Фёдорович                                                                             | 07.05.1982            | генерал                             | 1-й заместитель начальника Генерального штаба Вооружённых Сил СССР | генерал армии              | 05.05.1923 — 24.08.1991 | ——                              |
| 579   | Ахса́ров Энвер Бимболатович осет. Æхсараты Бимболаты фырт Энвер                                        | 10.01.1944            | пехота                              | командир 227-го стрелкового полка 183-й стрелковой дивизии 40-й армии Воронежского фронта | майор                      | 24.11.1915 — 15.02.1943 | [ БС 32 ] [ ГС 108 ] [ НЛ 98 ]  |
| 580   | Ахты́рченко Михаил Иванович укр. Ахтырченко Михайло Іванович                                           | 10.01.1944            | танкист                             | механик-водитель танка Т-34 288-го танкового батальона 52-й гвардейской танковой бригады 6-го гвардейского танкового корпуса 3-й гвардейской танковой армии 1-го Украинского фронта                                                                            | гвардии старший сержант    | 29.10.1918 — 05.06.1996 | [ БС 33 ] [ ГС 109 ] [ НЛ 99 ]  |
| 581   | Ахтя́мов Сабир Ахтямович тат. Әхтәмов Сабир Әхтәм улы                                                  | 24.03.1945            | артиллерия                          | стрелок противотанкового ружья 4-й гвардейской мотострелковой бригады 2-го гвардейского танкового корпуса 11-й гвардейской армии 3-го Белорусского фронта | гвардии красноармеец       | 15.06.1926 — 20.07.2014 | [ БС 33 ] [ ГС 110 ] [ НЛ 100 ] |
| 582   | Ахтя́мов Хасан Багдеевич тат. Әхтәмов Хәсән Бәдыйг улы                                                 | 13.09.1944            | пехота                              | стрелок 857-го стрелкового полка 294-й стрелковой дивизии 52-й армии 2-го Украинского фронта | красноармеец               | 10.07.1925 — 30.05.1944 | [ БС 33 ] [ ГС 111 ] [ НЛ 101 ] |
| 583   | Ачка́сов Анатолий Григорьевич                                                                          | 10.04.1945            | танкист                             | командир танковой роты 100-й танковой бригады 31-го танкового корпуса 38-й армии 1-го Украинского фронта | старший лейтенант          | 18.10.1923 — 20.09.2018 | [ БС 33 ] [ ГС 112 ] [ НЛ 102 ] |
| 584   | Ачка́сов Сергей Васильевич                                                                             | 04.02.1943            | авиация                             | командир звена 176-го истребительного авиационного полка 207-й истребительной авиационной дивизии 2-й воздушной армии Воронежского фронта | лейтенант                  | 1919 — 14.03.1943       | [ БС 33 ] [ ГС 113 ] [ НЛ 103 ] |
| 585   | Ачка́сов Яков Михайлович                                                                               | 17.10.1943            | пехота                              | командир танко-десантной роты автоматчиков моторизованного стрелково-пулемётного батальона 150-й танковой бригады 60-й армии Центрального фронта | лейтенант                  | 10.04.1916 — 30.01.2004 | [ БС 33 ] [ ГС 114 ] [ НЛ 104 ] |
| 586   | Ачми́зов Айдамир Ахмедович (Ачмизов Айдомар Ахмедович) адыг. Ацумыжъ Айдэмыр Ахьмэд ыкъор              | 31.03.1943            | артиллерия                          | заряжающий орудия 2-го гвардейского отдельного конного артиллерийского дивизиона 10-й гвардейской казачьей кавалерийской дивизии 4-го гвардейского казачьего кавалерийского корпуса Закавказского фронта                                                       | гвардии казак              | 23.03.1912 — 02.12.1942 | [ БС 33 ] [ ГС 115 ] [ НЛ 105 ] |
| 587   | А́шик Михаил Владимирович                                                                              | 15.05.1946            | морской флот                        | командир стрелкового взвода 144-го батальона морской пехоты 83-й морской стрелковой бригады 46-й армии 2-го Украинского фронта | лейтенант                  | 24.06.1925 — 09.11.2020 | [ БС 34 ] [ ГС 116 ] [ НЛ 106 ] |
| 588   | Аширбе́ков Ахметрашит тат. Аширбәков Әхмәтрәшит Рәшит улы                                              | 17.11.1943            | связисты                            | линейный надсмотрщик 737-й отдельной кабельно-шестовой роты 3-й гвардейской танковой армии | красноармеец               | 1914 — 28.01.1944       | [ БС 34 ] [ ГС 117 ] [ НЛ 107 ] |
| 589   | Аши́ров Сейткасим каз. Әшіров Сейітқасым                                                               | 24.03.1945            | пехота                              | командир отделения разведки 331-го стрелкового полка 96-й стрелковой дивизии 48-й армии 1-го Белорусского фронта | сержант                    | 07.11.1924 — 30.06.2004 | [ БС 34 ] [ ГС 118 ] [ НЛ 108 ] |
| 590   | Ашма́ров Фёдор Иванович чув. Ашмаров Фёдор Иванович                                                    | 24.03.1945            | пехота                              | стрелок 375-го стрелкового полка 219-й стрелковой дивизии 3-й ударной армии 2-го Прибалтийского фронта | красноармеец               | 06.11.1897 — 19.07.1944 | [ БС 34 ] [ ГС 119 ] [ НЛ 109 ] |
| 591   | Ашу́рков Никита Егорович                                                                               | 24.03.1945            | пехота                              | наводчик пулемётного расчёта 155-го стрелкового полка 14-й стрелковой дивизии 14-й армии Карельского фронта | сержант                    | 15.09.1919 — 06.01.1995 | [ БС 34 ] [ ГС 120 ] [ НЛ 110 ] |
| 592   | Аяня́н Эдуард Меликович арм. Այանյան Էդուարդ Մելիքի                                                    | 15.05.1946            | артиллерия                          | командир батареи 743-го зенитно-артиллерийского полка 5-й зенитно-артиллерийской дивизии РГК в составе 7-й гвардейской армии 2-го Украинского фронта | старший лейтенант          | 25.03.1919 — 26.02.1994 | [ БС 34 ] [ ГС 121 ] [ НЛ 111 ] |

| Навигационная таблица | Навигационная таблица              |
| --------------------- | ---------------------------------- |
| «А»                   | Абаев Ахсарбек — Азалов Клычнияз   |
| «А»                   | Азаров Алексей — Алиев Шамсула     |
| «А»                   | Алимбетов Абылай — Анисичкин Фёдор |
| «А»                   | Анискин Александр — Артемьев Иван  |
| «А»                   | Артемьев Николай — Аянян Эдуард    |